# Vučevo
Vučevo je naseljeno mjesto u općini Foči, Republika Srpska, BiH. Nalazi se zapadno od nacionalnog parka Sutjeska i u njemu rezervata Perućice, blizu granice s Crnom Gorom. Istočno je rijeka Piva i njena sutoka s Tarom u Drinu. Preko granice je Šćepan Polje i manastir Zagrađe.  Vučevo je jedno od rijetkih većinski crnogorskih sela u Bosni i Hercegovini.
Godine 1962. pripojeno je Vučevu naselje Kruševo na Pivi  (Sl. list NRBiH 47/62).
Selo Vučevo se prvi put spominje u jednoj dubrovačkoj povelji napisanoj 5. srpnja 1403. godine.

## Stanovništvo
| Narod     | Popis 1961. | Popis 1971. | Popis 1981. | Popis 1991. |
| --------- | ----------- | ----------- | ----------- | ----------- |
| Hrvati    |             |             |             |             |
| Muslimani |             |             |             |             |
| Srbi      | 4           | 2           | 1           | 1           |
| ostali    | 51          | 81          | 26          | 15          |
| Ukupno    | 55          | 83          | 27          | 16          |